# Пшеница Урарту
Пшеница Ура́рту (лат. Triticum urartu) — вид произрастающих в южном Закавказье диких злаков из рода пшеницы, близкородственный другому дикорастущему виду — пшенице беотийской (Triticum boeoticum). 
Вид внесён в Красную книгу Армении.

## Распространение и местообитания
Ареал в Армении, юго-восточные окраины Еревана, в окрестностях селений Шорбулак, Вохчаберд, Гехадир, Ацаван, на территории ныне упразднённого Котайкского района. Встречается в заповеднике Эребуни. 
Имеются сведения о присутствии представителей этого вида в Иране, Ираке, Турции и Ливане.
Произрастает на открытых каменистых мелкоземлистых склонах, спускаясь до нижнего горного пояса.
Заселяет сухие склоны предгорий. Известны только озимые формы.

## Ботаническое описание
Всходы фиолетового и тёмно-зелено цвета, формируются в стелющейся куст, высотой до 90 см. Соломина тонкая и гибкая, длиной до 145 см, со стеблевыми узлами фиолетового цвета, много менее прочная чем у Triticum boeoticum. Листья бархатисто-опушённые или голые линейно-ланцетной формы, размером 15 см в длину и 6—7 мм в ширину. Колосья удлинённые (7—9 см) и узкие (6—7 мм), обладают спонтанной ломкостью. Колоски двуостые, однозёрные или изредка двузёрные. Боковая двухрядная сторона колоса примерно в два раза шире лицевой.  Килевой зубец длинный и с широким основанием.
Колосовые чешуйки шероховато-бугорчатые, но более нежные чем у Triticum boeoticum. 
В отличие от последнего, вид сильно подвержен жёлтой ржавчине.
Кариотип 2n=14

## Таксономия
Triticum urartu Thumanjan ex Gandilyan, Ботанический журнал 57, 2: 176. 1972.
Наиболее ранние находки растений этого вида были сделаны М. Г. Туманяном в 1934 году, в юго-восточной окрестности Еревана, около сёл Вохчаберд и Гехадир, а в 1938 он впервые опубликовал название Triticum urartu, но в номенклатуре вида возникла некоторая путаница. 
В коллекцию злаков Всесоюзного института растениеводства первые образцы растения были доставлены Н. И. Вавиловым с отметкой T. armeniacum, и такое название было опубликовано в печати в 1939 году. Однако такой видовой эпитет оказался незаконным, поскольку в 1933 году он приводился для другого вида двузернянок, а в 1938 и 1945 годах использовался как позднейший омоним Triticum araraticum.
Предложенный в 1968 году эпитет michaelii тоже может рассматриваться только как поздний омоним.  Ряд авторов ранее рассматривали этот таксон только как подвид, либо Triticum monococcum subsp. uruartu Á.Löve, либо Triticum boeoticum subsp. uruartu Dorof.
Описание вида, найденного М. Г. Туманяном, опубликовано П. А. Гандиляном в 1972 году в Ботаническом журнале:
| Triticum urartu Thumanjan sp. nov. Tpуды Армянского филиала АН СССР, Сер.биолог. 2:210—215, deger. ross. 1938. | |
| диагноз на латыни | русский перевод |
| Planta spontanea, annua (biemalis), ad 90 cm alta. Germinatio violacea. Caules initio vix diffusi prostrati, glabri. Folia lineari-lanceolata, 0.7—1.0 cm lata ad 15 cm longa; vaginis pilis brevissimis; dein detersibilibus tectis; curiculis albis. Spica elongata, angusta, ad 7—9 cm longa, 0.6—0.7 cm lata, maturitate fragilissima. Spiculae semper biaristatae; flores fertiles 1—2, articules. Gluma dente uno sat longo, basi dilatato, altere vero vix conspicuo parvo 8—10:1=plo breviore praedita. Antherae parvae, pro medio 2.0—2.7 mm longae. Species T. boeoticum Boiss. comparato Puccinia glumarum infestatur. Tуpus: RSS Armeniae, pars austro-orientalis opp. Erevan, prope pagos Vochzaberd et Gegadir, 30 VI 1968, P. A. Gandiljan anno (LE), isotypus in cathedra botanica Instituti agriculturae Armeniae (opp. Ereven) conservatur. Affinitas: A spicie affini — T. boeoticum Boiss. foliis brevissime puberulis solum vel subglabris (non sat longe pilosis, ut in T. boeoticum et aliis speciebus spontaneis), dente glumae altero parvo, vix conspicuo, ad apicem carinae secundae sito, antheris minoribus 2.5 mm longis (nec 6 mm longis, ut in T. boeoticum), spiculis semper biaristatis, caryopsidibus rubris, glumis aspero-tuberculatis. Species descripta Puccinia glumarum infestatur. | Однолетнее (озимое) дикорастущее растение до 90 см высоты. Всходы окрашены в фиолетовый цвет. Стебли в начале несколько развалистые, лежачие, голые. Листья линейно-ланцетные, 0.7—1.0 см ширины и 15 см длины; влагалище листьев замшевидно опушенное; волоски очень короткие; ушки белые. Колос удлиненный, узкий, до 7—9 см длины, 0.6—0.7 см ширины, по созревании очень ломкий, распадающийся на отдельные членики. Колоски всегда двуостые, с 1—2 плодущими цветками. Колосковая чешуя имеет один сравнительно длинный зубец с широким основанием, второй зубец еле заметный, маленький. Отношение длины первого (длинного) и второго зубца 8—10:1. Пыльники мелкие, в среднем 2.0—2.7 мм длины. При сравнении с Т. boeoticum Boiss. сильно поражается желтой ржавчиной. Тип: Армянская ССР, юго-восточная окраина г. Еревана, близ сел. Вохчаберд и Гегадир, 30 VI 1968. Хранится в гербарии Бот. института им. Комарова (LE), изотип на кафедре ботаники Армсельхозинститута (г. Ереван). От близкого вида Т. boeoticum Boiss. отличается замшевидным опушением листьев, состоящим только из очень коротких волосков (у Т. boeoticum и других дикорастущих видов листья покрыты длинными ресничками — щетинками), едва заметным маленьким вторым зубцом (рис. 2), располагающимся на верхнем окончании второго киля колосковой чешуи, более мелкими пыльниками в среднем 2.5 мм длины (у Т. boeoticum Boiss. — 6 мм длины), колосками всегда двуостыми, красными зерновками, шероховато-бугорчатыми колосковыми чешуями. Сравнительно сильно поражается желтой ржавчиной. |
| Ботанический журнал. 57(2): 176. 1972. | |

### Синонимы
- Triticum monococcum subsp. uruartu Á.Löve, Bot. Not. 114: 1. 1961, nom. nud.
- Triticum boeoticum subsp. uruartu Dorof., Euphytica 17: 453. 1968, nom. nud.
- Triticum monococcum subsp. michaelii Fed. & Takht. ex Zhuk., Bot. Zhurn. (Moscow & Leningrad) 53: 442. 1968, nom. nud.
- Triticum michaelii Zhuk., Kult. Rast. Sorod., ed. 3: 96. 1971, nom. nud.
- Triticum urartu var. binarturutriru Gandilyan, Bot. Zhurn. (Moscow & Leningrad) 57: 177. 1972.
- Crithodium urartu (Thumanjan ex Gandilyan) Á.Löve, Feddes Repert. 95: 491. 1984.
- Triticum urartu var. libanicum K.Hammer & Filat., Genet. Resources Crop Evol. 44(4): 286. 1997.
- Triticum urartu var. pubescentinigrum K.Hammer & Filat., Genet. Resources Crop Evol. 44(4): 286. 1997.
- Triticum urartu var. pubescentiurartu K.Hammer & Filat., Genet. Resources Crop Evol. 44(4): 286. 1997.
- Triticum urartu var. turcicum K.Hammer & Filat., Genet. Resources Crop Evol. 44(4): 286. 1997.
- Triticum urartu var. iranicum Salimi, Genet. Resources Crop Evol. 52: 358. 2005.
- Triticum urartu var. sardashticum Salimi, Genet. Resources Crop Evol. 52: 358. 2005.